# Шаталовка (Алтайский край)
Шата́ловка — село в Родинском районе, Алтайский край, Россия. Административный центр Шаталовского сельсовета.

## География
Село находится на равнине Кулундинской степи.
Уличная сеть
В селе 3 улицы и 5 переулков.
Расстояние до
- районного центра Родино: 19 км.
- краевого центра Барнаул: 279 км.

Ближайшие населенные пункты — Раздольное 10 км, Марковка 13 км, Ярославцев Лог 16 км.
Климат
Климат резко континентальный: жаркое, но короткое лето и морозная зима. Теплый сезон начинается в середине мая, сентябрь может быть холодным, но иногда теплые периоды длятся и в октябре. Самый жаркий летний месяц ― июль. Годовое количество атмосферных осадков 320 мм. В районе часто дуют ветра юго-западного направления, средняя годовая скорость ветра 4,5 м/сек. Усиление скорости ветра до 6 м/сек. и выше вызывает пыльные бури, зимой — метели..

## Население
| 1926 | 1997  | 1998  | 1999 | 2000 | 2001 | 2002 |
| ---- | ----- | ----- | ---- | ---- | ---- | ---- |
| 389  | ↗1007 | ↗1012 | ↘932 | ↘922 | ↘911 | ↗945 |
| 2003 | 2004  | 2005  | 2006 | 2007 | 2008 | 2009 |
| ↘939 | ↘907  | ↘886  | ↘869 | ↘847 | ↘833 | ↘784 |
| 2010 | 2011  | 2012  | 2013 | 2014 | 2015 | 2016 |
| ↘672 | ↗674  | ↘655  | ↘619 | ↘611 | ↘599 | ↘558 |
| 2017 | 2018  | 2019  | 2020 | 2021 |      |      |
| ↘537 | ↘531  | ↘516  | ↘488 | ↘446 |      |      |

## История
Образован как посёлок Шаталовка при колхозе «Московский рабочий» в 1920 году. В 1926 году в поселке проживало 389 человек в 70 дворах. Здесь же располагалось одно из отделений совхоза «Овцевод». К 1954 году в поселке осталось около 20-ти домов. В 1957 году в Шаталовский поссовет вошли хутора Каипский, Выпасной, Саранский и поселок Шаталовка. Статус села посёлок получил в 1923 году.

## Инфраструктура
В селе работает средняя школа, сельский дом культуры и библиотека, четыре магазина, ФАП и почта. АО ПЗ «Шаталовский» выращивает зерновые и зернобобовые культуры, разводит крупный рогатый скот.
Транспорт
Село связано автодорогой с районным центром, ходят рейсовые автобусы.